# Nelly Vignon
Nelly Vignon , née le 16 septembre 1929 dans le 6e arrondissement de Lyon et morte le 12 mars 1993 dans le 10e arrondissement de Paris, est une actrice française, pensionnaire de la Comédie-Française de 1952 à 1956.
Elle a fait principalement carrière au théâtre.

## Biographie
Nelly Vignon naît dans une famille lyonnaise dont le père est ingénieur, les grands-pères bâtonnier et professeur à la Faculté de sciences. Enfant, elle rêve de faire du théâtre, et malgré les réticences de sa famille, elle suit des cours d'art dramatique chez Marie Ventura, qui l'aide à convaincre ses parents. Elle se présente ensuite aux concours du Conservatoire, où elle remporte deux premiers prix : comédie classique et comédie moderne. Elle est ensuite engagée comme pensionnaire de la Comédie-Française, où on lui attribue de nombreux rôles d'ingénue du répertoire. En 1956, elle est remarquée par André Barsacq, du Théâtre de l'Atelier, qui l'engage pendant ses congés pour une tournée en Roumanie et en Bulgarie, où elle joue Les Fourberies de Scapin, Le Bal des voleurs et Le Rendez-vous de Senlis. Quelques mois après son retour en France, lassée des rôles de « petites ingénues », elle démissionne de la Comédie-Française, et est engagée par Jean-Pierre Grenier pour jouer Nemo. C'est au cours de l'entr'acte d'une des représentations qu'elle rencontre son futur mari, l'acteur roumain Michel Fagadau.
Elle connaît durant les années 1950 une certaine notoriété, et fait en 1957 la couverture du magazine Festival.
Elle tient également à l'occasion des rôles au cinéma ou à la télévision. Ses apparitions se raréfient cependant à la fin des années 1960.
Elle a été photographiée par le Studio Harcourt,.
Elle est enterrée au cimetière d'Auteuil, à Paris (division 5).

## Théâtre
- 1952 : 
  - La Coupe enchantée de Champmeslé, mise en scène Jacques Clancy
  - Dom Juan de Molière, mise en scène Jean Meyer
  - Les Fourberies de Scapin de Molière, mise en scène Jean Meyer
  - Le Voyage à Biarritz de Jean Sarment, mise en scène Jean Sarment
  - La Folle Journée ou le Mariage de Figaro de Beaumarchais, mise en scène Jean Meyer
- 1953 : Le Bourgeois gentilhomme de Molière, mise en scène Jean Meyer
- 1954 : Port-Royal de Henry de Montherlant, mise en scène Jean Meyer
- 1955 : Est-il bon ? Est-il méchant ? de Denis Diderot, mise en scène Henri Rollan
- 1956 : Nemo d’Alexandre Rivemale, mise en scène Jean-Pierre Grenier
- 1957 : Hibernatus de Jean Bernard-Luc, mise en scène Georges Vitaly
- 1959 : Les Écrivains de Michel de Saint-Pierre, mise en scène Raymond Gérôme
- 1960 : 
  - Turcaret d’Alain-René Lesage, mise en scène André Barsacq
  - Le Sexe et le Néant de Thierry Maulnier, mise en scène Marcelle Tassencourt
- 1962 : 
  - Monsieur Blake de Sydney Gilliat, mise en scène Georges Vitaly
  - Zi'Nico ou les Artificiers d'après Eduardo De Filippo, mise en scène Michel Fagadau
- 1965 : 
  - Des enfants de cœur de François Campaux, mise en scène  Christian-Gérard
  - Œil public d'après Peter Shaffer, mise en scène Michel Fagadau
  - Oreille privée de Peter Shaffer, mise en scène Michel Fagadau
- 1968 : Un amour qui ne finit pas d’André Roussin, mise en scène André Roussin
- 1969 : Un jour dans la mort de Joe Egg et Peter Nichols, mise en scène Michel Fagadau
- 1973 : Butley de Simon Gray, mise en scène Michel Fagadau
- 1981 : Et ta sœur ! de Jean-Jacques Bricaire, mise en scène Robert Manuel
- 1984 : Mariage de Bernard Shaw, mise en scène Jean-Pierre Grenier[7],[8],[9],[10].

## Filmographie

### Cinéma
- 1952 : La Jeune Folle de Yves Allégret : Rôle indéterminé
- 1956 : Les Truands de Carlo Rim : Madeleine Cahuzac
- 1958 : Le Désert de Pigalle de Léo Joannon : Georgette
- 1982 : N'oublie pas ton père au vestiaire… de Richard Balducci : Jeanne Chevrier
- 1987 : La Brute de Claude Guillemot : Simone Vauthier

### Télévision

#### Théâtre
- 1954 : Le Barbier de Séville : Rosine[11]
- 1962 : Les Parents terribles de Jean Cocteau : La fiancée
- 1966 – 1982 : Au théâtre ce soir, 4 épisodes : 
  - 1966 : Les Enfants de cœur de François Campeaux, mise en scène Christian-Gérard, réalisation Pierre Sabbagh, Théâtre Marigny : Gisèle
  - 1973 : Jean-Baptiste le mal-aimé d’André Roussin, mise en scène Louis Ducreux, réalisation Georges Folgoas, Théâtre Marigny : Catherine
  - 1976 : La Sainte Famille d'André Roussin, mise en scène Georges Vitaly, réalisation Pierre Sabbagh, Théâtre Edouard VII :  Simone
  - 1982 : Et ta sœur ? de Jean-Jacques Bricaire  et Maurice Lasaygues, mise en scène Robert Manuel, réalisation Pierre Sabbagh, théâtre Marigny : Juliette

#### Téléfilms
- 1955 : Le Réveillon de Marcel Bluwal : Rôle indéterminé
- 1990 : La Grande Embrouille de Claude Guillemot : Rôle indéterminé

### Doublage

#### Cinéma
- 1964 : Goldfinger : Jill Masterson (Shirley Eaton)
- 1967 : Casino Royale : Marie-Minette (Barbara Bouchet)
- 1967 : Le Jardin des tortures : Dorothy (Dorothée en VF) Endicott (Barbara Ewing (en))
- 1969 : Easy Rider : Karen (Karen Black)
- 1969 : L'Or de MacKenna : Inga Bergmann (Camilla Sparv)
- 1969 : Le Piège à pédales : Mme Devlin (Eloise Hardt (en))
- 1971 : Femmes de médecins : Elaine McGill (Marian McCargo)
- 1972 : Tombe les filles et tais-toi ! : Linda (Diane Keaton)[12]
- 1978 : Betsy : Alicia Hardeman (Jane Alexander)
- 1979 : Bienvenue, mister Chance : Sally Hayes (Fran Brill)
- 1983 : L'Étoffe des héros : l'infirmière Murch (Jane Dornacker (en))
- 1985 : Mask : Evelyn Tullis (Estelle Getty)

#### Télévision
- Elle est la voix française de Barbara Eden dans la série Jinny de mes rêves.  Voix française de Ketty Lester (Hester Sue) dans La petite maison dans la prairie, de Pénélope dans le dessin animé Ulysse 31 et de Barbara Bel Geddes (Ellie Ewing) dans Dallas [13].

## Enregistrements sonores
- 1959 : Du temps où les bêtes parlaient, conte de Maurice Carême[14]
- 1960 : Poésies de Jean de La Fontaine, Emile Veraerhen, etc.[15]